# هس ۲۸۴۴
سیارک ۲۸۴۴ (به انگلیسی: 2844 Hess، نامگذاری:1981JP) دو هزار و هشتصد و چهل و چهارمین سیارک کشف شده‌است که در ۳ مه ۱۹۸۱ کشف شد.
قدر مطلق سیارک برابر ۱۳٫۴۰ است.